# Car Bomb
I Car Bomb sono una band mathcore americana di Long Island, New York, Stati Uniti, formatasi nel 2000. Il loro album di debutto, Centralia, è stato pubblicato dalla etichetta Relapse Records il 6 febbraio 2007.

## Membri della band
- Michael Dafferner - voce (2000-oggi)
- Greg Kubacki - chitarra (2000-oggi)
- Jon Modell - basso (2000-oggi)
- Elliot Hoffman - batteria (2000-oggi)

Ex membri
- Mike Fortin[1] - chitarra (2000-2001)

## Discografia

### Album in studio
- Centralia (2007), Relapse
- w^w^^w^w (2012), Indipendente
- Meta (2016), Indipendente
- Mordial (2019), Indipendente/ Holy Roar Records

### Altre uscite
- Demo - Three Song Sampler (2004), Indipendente
- Burnt by the Sun / Car Bomb Split 7″ (2007), Relapse
- Dissect Yourself (2019), Indipendente
- Tiles Whisper Dreams (2025), Indipendente